# Винокамінь Абрам Мойсейович
Абрам Мойсейович Винокамінь (1889 — розстріляний 1937) — радянський господарський діяч. Член ВУЦВК. Член Ревізійної комісії КП(б)У в червні 1930 — травні 1937 року.

## Біографія
Навчався у Варшавській семінарії, де керував гуртком революційної молоді. У 1904 році покинув навчання та почав працювати на шкіряному заводі. Член Бунду.
Був заарештований за революційну діяльність, але незабаром звільнений. У 1910 році знову заарештований, два роки перебував у слідчій в'язниці. Засуджений на вічне поселення у місто Верхоленськ Іркутської губернії. У 1915 році за самовільний приїзд до Іркутська був на деякий час заарештований. Потім отримав дозвіл працювати на шкіряному заводі Фукса в Іркутську. Брав активну участь у діяльності підпільної групи «Бунду», керував нелегальною профспілкою на заводі.
Член РСДРП(б) з березня 1917 року.
З 1917 року — депутат Іркутської ради робітничих депутатів, член Іркутського комітету РСДРП(б), член Центрального бюро ради профспілок міста Іркутська.
На початку 1918 року виїхав до Москви для купівлі обладнання і найму робітників на шкіряний завод. Потім нелегально повернувся до Іркутська, працював на шкіряному заводі, вів активну підпільну діяльність проти адміністрації адмірала Колчака. За революційну діяльність був заарештований. Перебував у в'язниці Іркутська, звідки йому вдалося втекти і нелегально перебратися на територію Монголії. Працював робітником бійні, вів революційну діяльність.
Потім змушений був переїхати до Криму, де лікував туберкульоз. Перебував на відповідальній господарській роботі в Українській СРР. Працював головою Головкустпрому УСРР у Харкові, головою Укрторгу, розпорядчим директором (керуючим) «Шкірсиндикату» (на 1925—1926 роки), керуючим шкіряного тресту УСРР у Києві.
З 13 березня 1932 по 1934 рік — заступник народного комісара легкої промисловості Української СРР із постачання, збуту та торгівлі.
У 1937 році заарештований органами НКВС. Засуджений до страти, розстріляний. Посмертно реабілітований.